# Średnia po stanach
Średnia po stanach – średnia zmiennych dynamicznych (wielkości mikroskopowych), obliczona po zespole statystycznym Gibbsa. W mechanice statystycznej tak obliczona średnia wielkości mikroskopowych odpowiada wielkości makroskopowej.

## Obliczanie
Wielkość {\displaystyle A} zależna jest od położeń i pędów {\displaystyle N} cząstek. Skrótowy zapis {\displaystyle A(r,p)} oznacza {\displaystyle A({\vec {r_{1}}},{\vec {r_{2}}},\dots {\vec {r_{N}}};{\vec {p_{1}}},{\vec {p_{2}}},\dots {\vec {p_{N}}}).} Z definicji średnia po stanach to:
{\displaystyle \langle A(r,p)\rangle =\int d\Gamma A(r,p)\rho (r,p),}
gdzie {\displaystyle \rho } jest gęstością prawdopodobieństwa, a {\displaystyle \Gamma } oznacza miarę w 6N-wymiarowej przestrzeni fazowej. Miarę tę określa wzór:
{\displaystyle d\Gamma ={\frac {d{\vec {r_{1}}}d{\vec {r_{2}}}\dots d{\vec {r_{N}}}d{\vec {p_{1}}}d{\vec {p_{2}}}\dots d{\vec {p_{N}}}}{N!h^{3N}}},}
gdzie czynnik {\displaystyle N!} wynika z nierozróżnialności cząstek, a stała Plancka {\displaystyle h} pojawia się jako konsekwencja zasady nieoznaczoności Heisenberga. Funkcja gęstości prawdopodobieństwa ma własność:
{\displaystyle \int d\Gamma \rho (r,p)=1.}
Zwykle w obliczeniach mechaniki statystycznej zakłada się, że średnia po stanach jest równa średniej czasowej z danej wielkości fizycznej. To założenie jest treścią tzw. hipotezy ergodycznej.